# Phi Persei
Phi Persei (Seif, Alseiph,  Persei) é uma estrela na direção da constelação de Perseus. Possui uma ascensão reta de 01h 43m 39.62s e uma declinação de +50° 41′ 19.6″. Sua magnitude aparente é igual a 4.01. Considerando sua distância de 716 anos-luz em relação à Terra, sua magnitude absoluta é igual a 3.94. Pertence à classe espectral B2Vpe. É uma estrela variável γ Cassiopeiae.